# 普魯恩代爾 (加利福尼亞州)
普魯恩代爾（英語：Prunedale）是位於美國加利福尼亞州蒙特雷縣的一個人口普查指定地區。

## 地理
普魯恩代爾的座標為36°46′33″N 121°40′11″W / 36.77583°N 121.66972°W，而該地最高點為海拔高度28米（即92英尺）。

## 人口
根據2010年美國人口普查的數據，普魯恩代爾的面積為119.658平方千米，當中陸地面積為119.280平方千米，而水域面積為0.378平方千米。當地共有人口17560人，而人口密度為每平方千米146人。